# Шамуел Аба
Шамуел Аба (на унгарски: Aba Sámuel) е крал на Унгария от 1041 до 1044.

## Живот
Шамуел Аба е водач на кабарите, племе, обитаващо Северна Унгария, което избягало от Хазарския хаганат и заселило се в Централна Европа, заедно с унгарците. Предполага се, че той преминава от юдаизма към християнството около 1010, когато се жени за най-малката дъщеря на Геза и сестра на крал Ищван I. Един от неговите най-близки придворни, след смъртта на Ищван през 1038 той е отстранен от двора.
Популярността на новия крал Петер Орсеоло бързо намалява и след отстраняването му от престола през 1041 Шамуел Аба е издигнат за крал. Той подлага на преследвания много от привържениците на Петер Орсеоло и отменя някои негови закони. Някои от сведенията подсказват, че Шамуел Аба е подкрепян главно от низшите класи, които все още се придържат към езичеството. В същото време той успява да сключи мир с императора на Свещената Римска империя Хайнрих III, при когото е избягал Петер Орсеоло, но губи териториите на изток от река Лейта и се задължава да плаща данък на Империята.
Шамуел Аба влиза в конфликт с Църквата, след като предявява претенции към даренията, направени от предишните крале, и облага епископите с данъци. Според някои източници той и привържениците му дори са отлъчени от папата. Кралят постепенно губи популярност и е подложен на натиск от многобройните си противници – Църквата, аристокрацията и Хенрих III. През 1044 Петер Орсеоло се връща в Унгария и му нанася поражение в битката при Менфьо. Шамуел успява да избяга, но, според някои източници е пленен и убит от Петер, а според други – от унгарци, заловили го край река Тиса. Той е погребан в основания от него манастир в село Абашар, в днешната област Хевеш.
Няма сведения за съпругата и синовете на Шамуел Аба след неговата смърт, но родът Аба продължава да бъде един от най-влиятелните в Северна Унгария. Тяхното име носи областта Абауй, днес част от област Боршод-Абауй-Земплен, както и няколко села.